# Giraffenhuis en theeschenkerij
Het giraffenhuis en de theeschenkerij is een dierenverblijf van Diergaarde Blijdorp en werd in 1939 gebouwd naar het ontwerp van Sybold van Ravesteyn in neobarokke/functionalistische stijl en is aangewezen als rijksmonument
De gebouwen hebben als gevolg van veranderd functiegebruik hun oorspronkelijke indeling en afwerking grotendeels verloren. De vensters bezitten thans aluminiumprofielen in plaats van stalen roedenverdeling. Van oorsprong bevond zich tussen beide objecten een betegeld terras met een betonnen borstwering.

## Omschrijving
Het Giraffenhuis en de theeschenkerij zijn gespiegeld aan elkaar tot stand gekomen en zijn vergelijkbaar qua opzet en afwerking. Ze kennen een rechthoekige, licht convex gebogen plattegrond. De paviljoens kennen telkens een hoofdvolume onder een zadeldak met een serreachtige aanbouw onder een plat dak aan de voorzijde en smalle aanbouw aan de achterzijde. Een colonnade van acht kolommen met een symmetrisch gebogen verloop verbindt de paviljoens met elkaar. In het midden boven de colonnade staat een geabstraheerde betonsculptuur met giraffen, ontworpen door de beeldhouwer L. Bolle. Het terras vóór de colonnade en tussen de paviljoens is later vernieuwd. De constructie van de paviljoens bestaat uit een betonnen skelet. Dit is bij de voor- en zijgevels dichtgezet met glazen puien op een gemetselde borstwering. De achtergevels zijn geheel opgetrokken uit gele verblendsteen. De hoofdvolumes worden bekroond door licht ingezwenkte zadeldaken die bekleed zijn met rode dakpannen. De lagere aanbouwen bezitten een plat dak.
Het westelijke paviljoen, van oorsprong het giraffenhuis, bezit in het hoofdvolume de giraffenstal. In het serreachtige volume, waarvan de zijgevels zijn dichtgezet met metselwerk, was de publieksruimte gevestigd. In de uitbouw aan de achterzijde bevond zich een verwarmingsinstallatie. In het oostelijke paviljoen is de theeschenkerij ondergebracht, waarvan de keuken zich bevindt in de smalle uitbouw aan de achterzijde. Het paviljoen is gedeeltelijk onderkelderd. Intern waren beide gebouwen voorzien van dezelfde kolommen en verlichting.

## Waardering
Het Giraffenhuis en de theeschenkerij zijn van algemeen belang:
- het object heeft architectuurhistorische waarde vanwege het materiaalgebruik, de toegepaste verhoudingen, de vormgeving en de verzorgde detaillering.
- als karakteristiek voorbeeld van multidisciplinaire kunsttoepassingen.
- het object heeft stedenbouwkundige en ensemblewaarde vanwege de functionele situering op de centrale as en vanwege de samenhang met andere complexonderdelen.
- het object heeft visueel-ruimtelijke waarde als dominant beeldbepalend onderdeel van het complex.

## Afbeeldingen

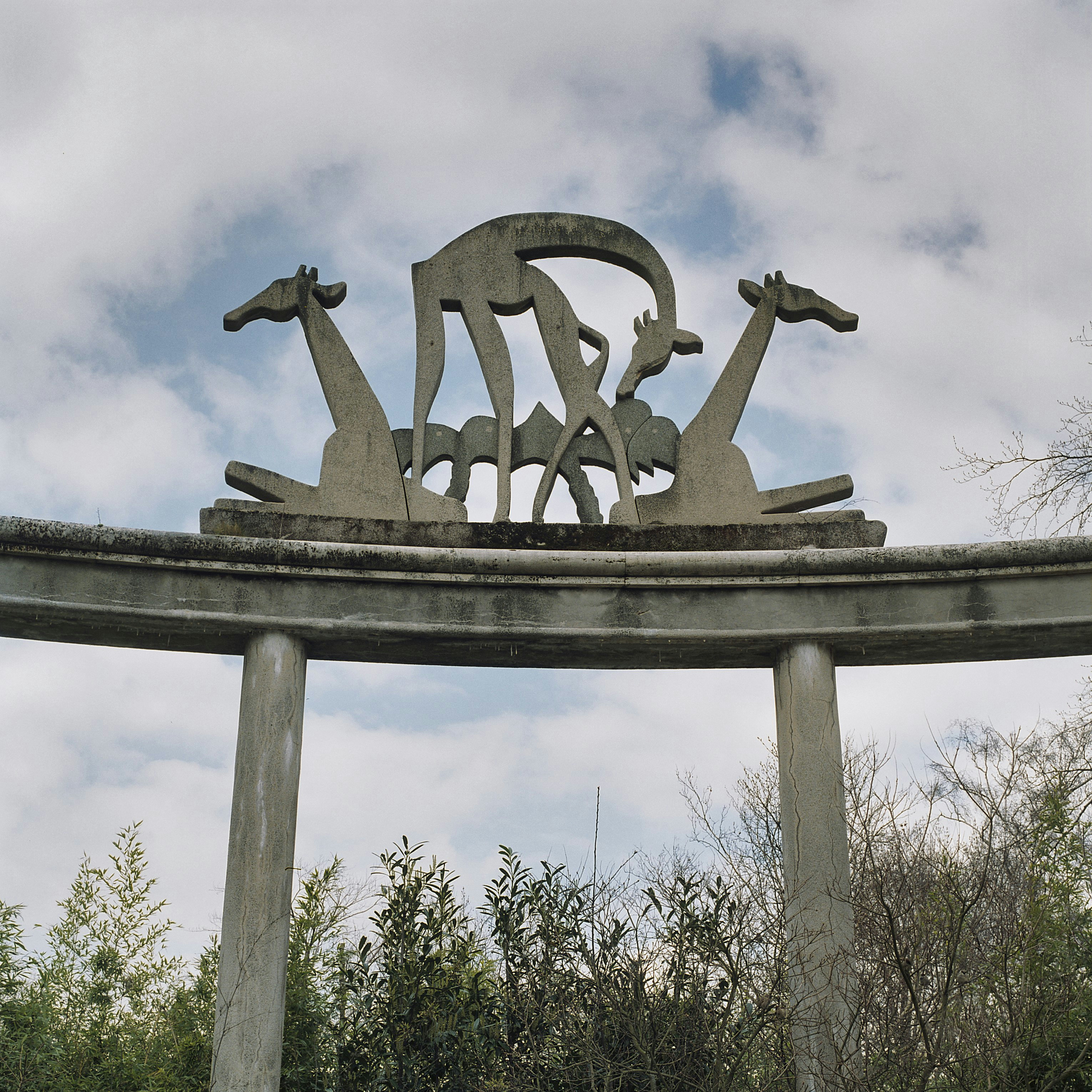
Detail van dierfiguren bij voormalig giraffenhuis
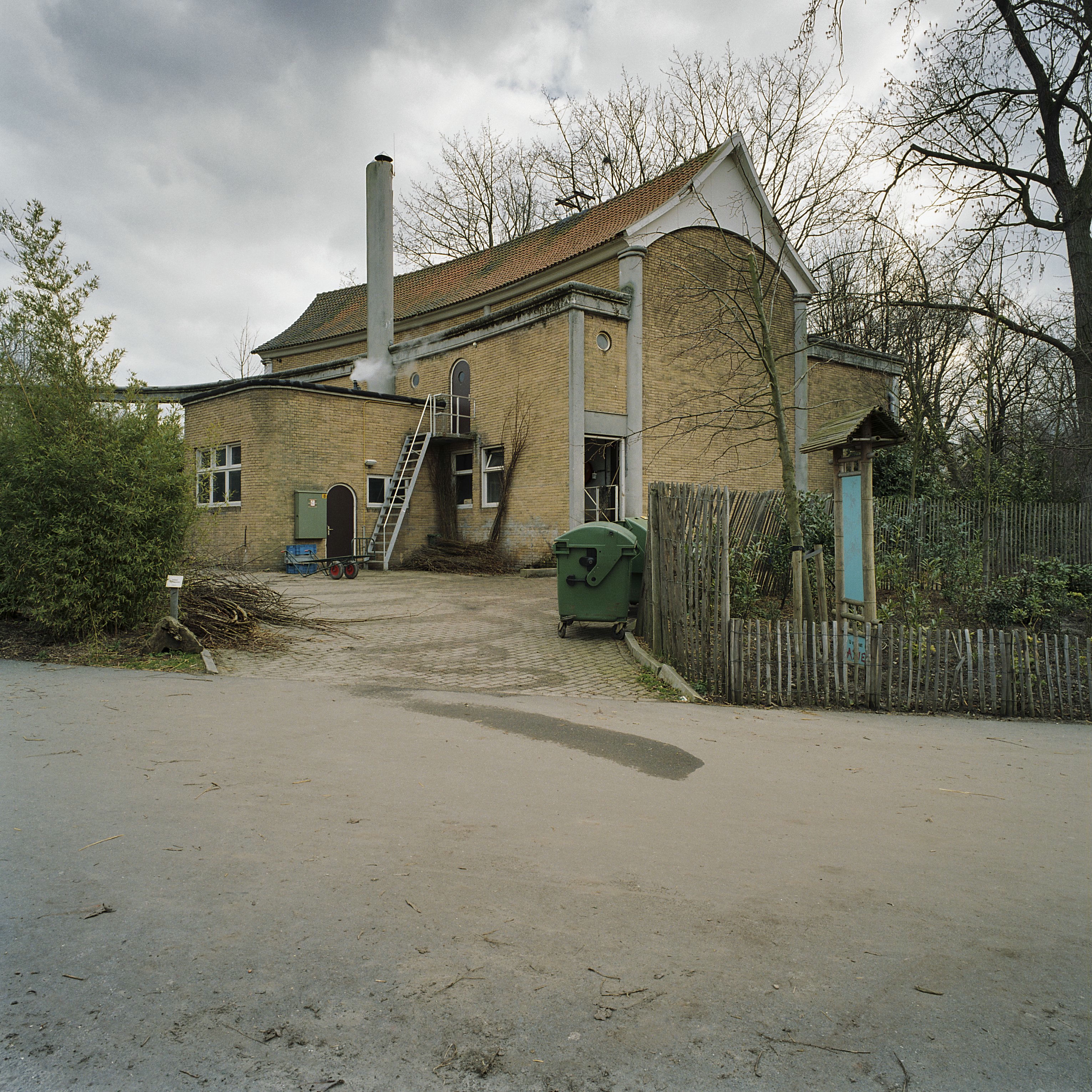
Achterzijde voormalig giraffenhuis
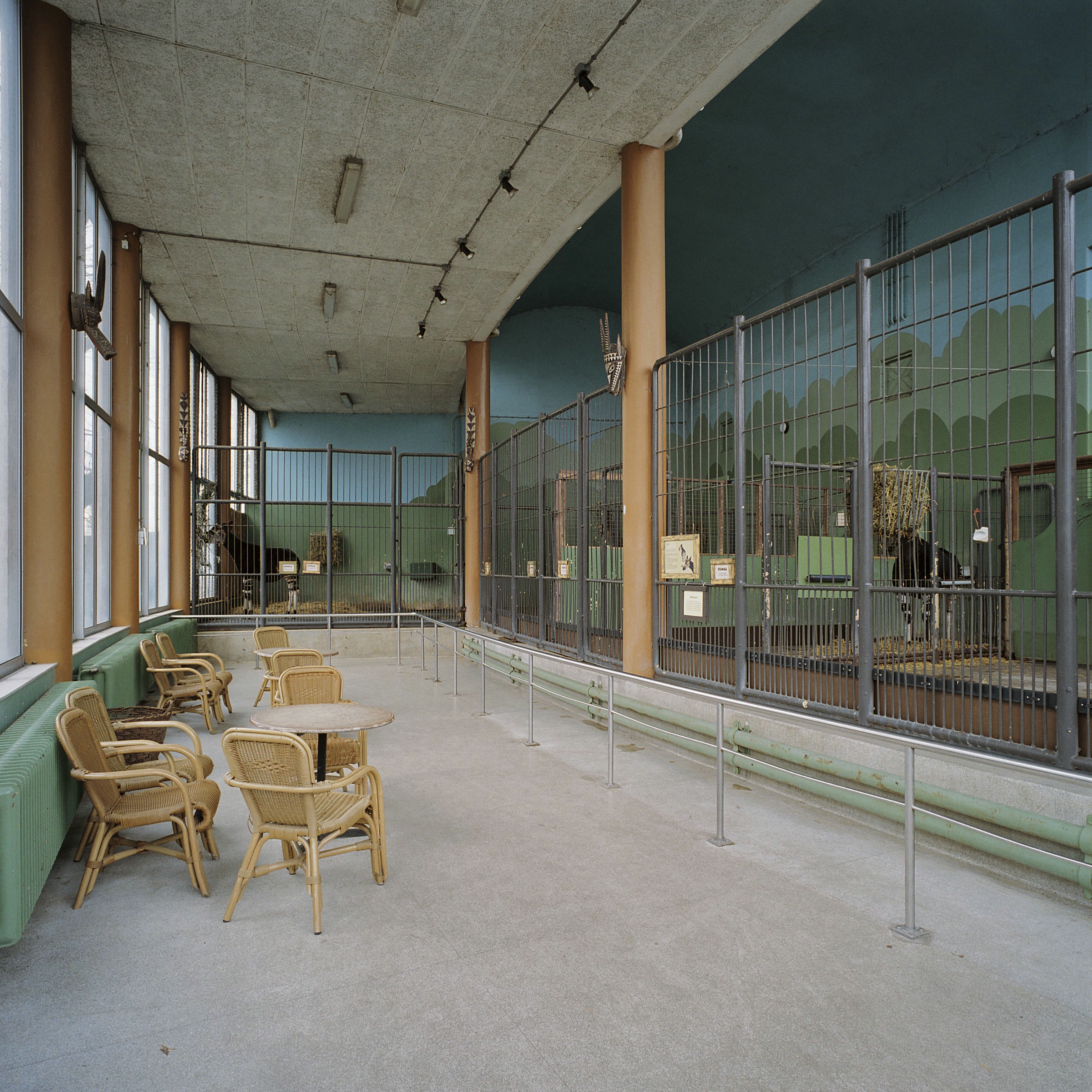
Interieur voormalig giraffenhuis
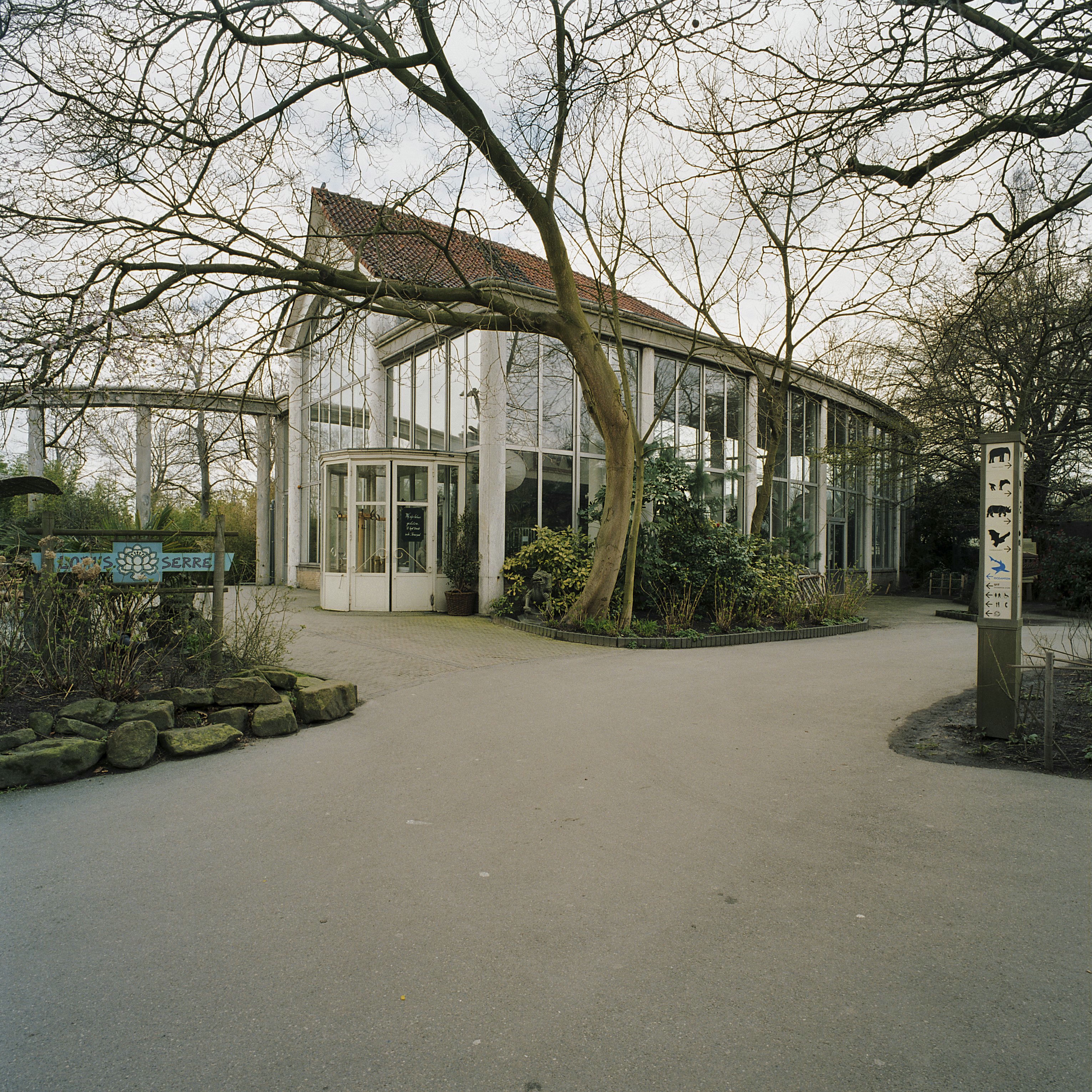
Voorzijde voormalig giraffenhuis